# Cristian Crusat
Cristian Crusat (Málaga, 1983) es un escritor y ensayista hispano- holandés.

## Biografía
Es autor de los libros de relatos: Estatuas (2006), Tranquilos en tiempo de guerra (2010) y Breve teoría del viaje y el desierto (2011, Premio Internacional de Cuentos Manuel Llano y Premio de Literatura de la Unión Europea). Ha publicado ensayos, traducciones y artículos de literatura comparada en diferentes revistas de España e Hispanoamérica, como Revista de Occidente, Letra Internacional, Revista Atlántica o Punto de partida.
Entre los temas principales que trata en sus relatos debemos subrayar el tiempo como eje vertebrador de toda su obra, el viaje, y los paisajes significativos desde un punto de vista simbólico emocional.

## Premio Amado Alonso
En 2020 fue galardonado con el XVII Premio Internacional de Crítica Literaria Amado Alonso 2019, concedido a su trabajo “La huida biográfica (Nuevas formas de la biografía, nuevas representaciones del artista)”. El premio está dotado con 5.000 euros y la publicación de la investigación por la editorial Pre-Textos.